# チェ・ムベ
チェ・ムベ（崔 武培、Choi Mu Bae、1970年6月27日 - ）は、韓国の男性総合格闘家。釜山市出身。チーム・タックル所属。東洋人離れした体格とパワー、レスリングで相手を圧倒する。バーリトゥードの経験は浅いものの強い精神力を持ち、デイブ・ハーマンやソア・パラレイなどの強豪達に逆転勝利を収めてきた。
総合格闘技イベント「PRIDE」に初めて出場した韓国人選手。試合で勝利した際は、「サタデー・ナイト・フィーバー」のような独特のポーズをとる。
ブラジリアン柔術の選手としても活動している。

## 来歴
グレコローマンレスリング出身であり、PRIDEヘビー級王者エメリヤーエンコ・ヒョードルとのスパーリングにおいてヒョードルを本気にさせたというエピソードにより、2004年2月15日のPRIDE 武士道 -其の弐-においてデビューを果たした。
デビュー戦以降白星を重ね、特に2004年10月31日のPRIDE.28においては、窮地に追い込まれながらも逆転勝利を収めた。
2005年2月20日、PRIDE.29でセルゲイ・ハリトーノフと対戦し、TKO負けを喫した。
その後、自身のジムを韓国に開くためにリングから遠ざかっていたが、2005年11月5日に韓国で開催されたHERO'Sでザ・プレデターと対戦し、判定負けを喫した。
2006年12月2日、初参戦となったパンクラスで河野真幸と対戦し、肩固めで一本勝ち。
2007年6月2日、Dynamite!! USAでマイティ・モーと対戦予定であったが、欠場となった。当日開会セレモニーで行われた聖火リレーに参加した。
2008年6月8日、戦極初参戦となった戦極 〜第三陣〜でマーシオ・"ペジパーノ"・クルーズと対戦し、腕ひしぎ十字固めで一本負け。
2009年1月4日、戦極の乱2009でデイブ・ハーマンと対戦し、TKO勝ち。13戦全勝であったハーマンに初黒星を与えた。
2009年6月7日、パンクラスで藤井勝久と対戦し、判定勝ち。
2011年に日本で東日本大震災が起きた際に、日本に保温シートなどの物資を大量に輸出した。
2015年7月25日、ROAD FC 24で川口雄介と対戦し、終始圧倒し、2Rにパウンドの連打でTKO勝ち。
2015年10月9日、ROAD FC 26でマイティ・モーと対戦し、右フックで37秒で失神KO負けを喫した。
2018年年8月18日のROAD FC 50で中国のアンディ・マーと対戦。グランドで優位に立ち続け1ラウンドにマウントポジションでのパンチの連打でTKO勝ちを収めた。
2018年11月3日、ROAD FC 50で藤田和之とのPRIDE時代から現役の2人の大ベテラン対決で、1ラウンドにパウンドでTKO負けを喫する。
2020年3月からはYouTubeに動画投稿を開始。vlogや過去の試合を振り返る動画などを投稿している。

## 戦績
| 総合格闘技 戦績 | 総合格闘技 戦績 | 総合格闘技 戦績 | 総合格闘技 戦績 | 総合格闘技 戦績 | 総合格闘技 戦績 | 総合格闘技 戦績 |
| --------------- | --------------- | --------------- | --------------- | --------------- | --------------- | --------------- |
| 21 試合         | (T)KO           | 一本            | 判定            | その他          | 引き分け        | 無効試合        |
| 13 勝           | 8               | 4               | 2               | 0               | 0               | 0               |
| 8 敗            | 4               | 1               | 3               | 0               | 0               | 0               |

| 勝敗 | 対戦相手                         | 試合結果                          | 大会名                                    | 開催年月日     |
| ×    | 藤田和之                         | 1R 1:55 KO（パウンド）            | ROAD FC 50                                | 2018年11月3日  |
| ○    | アンディン・マー                 | 1R 4:09 KO（マウントパンチ）      | ROAD FC 49                                | 2018年8月18日  |
| ×    | ジェイク・ヒューン               | 5分3R終了 判定0-3                 | Road FC 27                                | 2017年8月12日  |
| ×    | マイティ・モー                   | 1R 3:43 TKO（パウンド）           | ROAD FC 27 【無差別級トーナメント 1回戦】 | 2015年12月26日 |
| ×    | マイティ・モー                   | 1R 0:37 KO（右フック）            | ROAD FC 26                                | 2015年10月9日  |
| ○    | 川口雄介                         | 2R 4:50 TKO（マウントパンチ）     | ROAD FC 24 in JAPAN                       | 2015年7月25日  |
| ○    | ルカス谷                         | 1R 1:45 TKO（パウンド）           | ROAD FC 23                                | 2015年5月2日   |
| ○    | 門間豊彦                         | 1R 0:26 KO（パンチ）              | Revolution 1: The Return of Legend        | 2013年3月23日  |
| ×    | 中尾"KISS"芳広                   | 5分3R終了 判定0-3                 | 戦極 〜第九陣〜                           | 2009年8月2日   |
| ○    | 藤井勝久                         | 5分2R終了 判定3-0                 | PANCRASE 2009 CHANGING TOUR               | 2009年6月7日   |
| ○    | デイブ・ハーマン                 | 2R 2:22 TKO（スタンドパンチ連打） | 戦極の乱2009                              | 2009年1月4日   |
| ×    | マーシオ・"ペジパーノ"・クルーズ | 1R 4:37 腕ひしぎ十字固め          | 戦極 〜第三陣〜                           | 2008年6月8日   |
| ○    | ゲーリー・グッドリッジ           | 2R KO（右フック）                 | The Khan 1                                | 2008年3月30日  |
| ○    | 河野真幸                         | 2R 1:36 肩固め                    | PANCRASE 2006 BLOW TOUR                   | 2006年12月2日  |
| ×    | ザ・プレデター                   | 5分2R終了 判定0-3                 | HERO'S 2005 in SEOUL                      | 2005年11月5日  |
| ×    | セルゲイ・ハリトーノフ           | 1R 3:23 TKO（スタンドパンチ連打） | PRIDE.29 SURVIVAL                         | 2005年2月20日  |
| ○    | ジャイアント・シルバ             | 1R 5:47 肩固め                    | PRIDE 男祭り 2004 -SADAME-                | 2004年12月31日 |
| ○    | ソア・パラレイ                   | 2R 4:54 スリーパーホールド        | PRIDE.28                                  | 2004年10月31日 |
| ○    | ムラッド・アマエフ               | 1R 0:18 TKO（パウンド）           | Gladiator FC 2日目                        | 2004年6月27日  |
| ○    | 山本宜久                         | 2R（10分/5分）終了 判定3-0        | PRIDE 武士道 -其の参-                     | 2004年5月23日  |
| ○    | 今村雄介                         | 1R 1:05 スリーパーホールド        | PRIDE 武士道 -其の弐-                     | 2004年2月15日  |